# الکساندرو بوربلی
الکساندرو بوربلی (انگلیسی: Alexandru Borbely؛ ۲۸ نوامبر ۱۹۱۰ – ۲۶ اوت ۱۹۸۷) یک بازیکن فوتبال اهل رومانی بود.
وی همچنین در تیم ملی فوتبال رومانی بازی کرده‌است.